# Diocèse de Spiš
Le diocèse de Spiš est situé dans l'est de la Slovaquie dans une région majoritairement catholique. Il est suffrangant de l'archidiocèse de Košice.

## Localisation

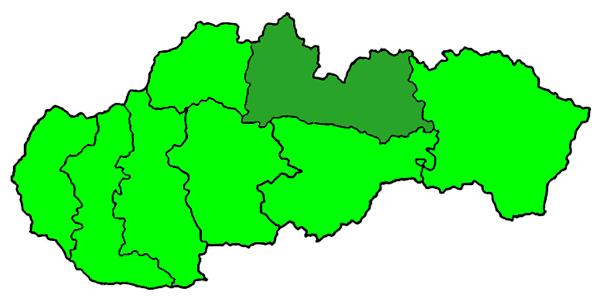

Le diocèse a une superficie de 7 802 km2. On y compte 347 prêtres pour 447 050 catholiques.

## Histoire
Le pape Pie VI dans sa bulle pontificale Romanus pontifex du 13 mars 1776 crée les diocèses de Banská Bystrica (en), Rožňava et Spiš par séparation de l'archidiocèse d'Esztergom.
Le diocèse fut le témoin d'une visite pontificale de Jean-Paul II, le 2 juin 1995 lors de son second séjour en Slovaquie. Il visita la ville de Levoča.